# Perfume Genius
Perfume Genius é o nome artístico do cantor e compositor norte-americano Mike Hadreas. Até 2019, o cantor havia lançado quatro álbuns de estúdio.

## Adolescência
Hadreas é de ascendência grega e cresceu nos subúrbios de Seattle, Washington. Hadreas estudou pintura na escola e teve aulas de piano na infância. Sua mãe era professora e seus pais se divorciaram quando ele ainda era um adolescente. 
Na adolescência, ele era o único estudante abertamente homossexual em sua escola, e acabou recebendo ameaças de morte que não foram reconhecidas pela instituição na época. Ele abandonou a escola em seu último ano. Dois anos depois, foi atacado por um grupo de homens em sua vizinhança. Acabou se mudando para Williamsburg, Brooklyn e começou a trabalhar como porteiro em um clube noturno. Ele começou a usar drogas neste período.
Em 2005, Hadreas voltou a sua cidade natal, Seattle, entrando num programa de reabilitação e se mudou novamente com sua mãe e seu padrasto. Em 2008, ele adquiriu um apartamento em Seattle com seu irmão e começou a gravar suas primeiras canções. Na mesma época, criou uma página no MySpace com o nome artístico Perfume Genius. Suas canções exploram  diversos temas delicados como a sexualidade, a sua luta pessoal com a Doença de Crohn, a violência doméstica, e os perigos constantes de ser um homem gay na sociedade contemporânea.

## Carreira musical
Seu álbum de estréia, Learning, foi lançado em 21 de junho de 2010 pela gravadora Matador Records nos Estados Unidos e pela Turnstile na Europa. Muitas das faixas do álbum foram gravadas na casa de Hadreas.
O segundo álbum de Hadreas, chamado Put Your Hands N 2 It, foi lançado em 20 de fevereiro de 2012. O vídeo promocional para o álbum, mostrava Hadreas e o ator pornográfico Árpád Miklós se abraçando, e por conta disso, foi considerado impróprio no YouTube.
Em 23 de setembro de 2014, o cantor lançaria seu terceiro álbum de estúdio, chamado Too Bright, que foi co-produzido por Adrian Utley da banda Portishead. Em 5 de maio de 2017, lançou o seu quarto álbum de estúdio chamado No Shape, tendo como carro-chefe o single "Slip Away". O álbum foi incluído em diversas listas de melhores álbuns do ano a época, e até mesmo foi indicado ao Grammy Award.  